# Elezioni parlamentari in Cile del 2001
Le elezioni parlamemtari in Cile del 2001 si tennero il 16 dicembre per il rinnovo del Congresso nazionale (Camera dei deputati e Senato).
Si fronteggiarono la coalizione di centro-sinistra Concertazione dei Partiti per la Democrazia (Concertación), che sosteneva il governo del Presidente Ricardo Lagos, e lo schieramento di centro-destra Alleanza per il Cile (Alianza).
Alla Camera, le forze della Concertación ottennero il 48% dei voti contro il 44% di Alianza, mentre al Senato le due coalizioni ottennero lo stesso numero di seggi, ma il centro-sinistra riuscì ad ottenere la maggioranza parlamentare: ciò avvenne per la nomina dell'ex Presidente Eduardo Frei Ruiz-Tagle alla carica di senatore a vita e per le dimissioni di Augusto Pinochet, già dittatore.
Per la prima volta dal ritorno alla democrazia, si attestò come prima forza politica il partito ultraconservatore Unione Democratica Indipendente, a svantaggio del Partito Democratico Cristiano del Cile.

## Risultati

### Camera dei deputati
| Liste                                       | Voti      | %     | Seggi |
| ------------------------------------------- | --------- | ----- | ----- |
| Partito Democratico Cristiano del Cile      | 1 162 210 | 18,92 | 23    |
| Partito per la Democrazia                   | 782 333   | 12,73 | 20    |
| Partito Socialista del Cile                 | 614 434   | 10,00 | 10    |
| Partito Radicale Social Democratico         | 248 821   | 4,05  | 6     |
| Indipendenti                                | 135 191   | 2,20  | 3     |
| Concertazione dei Partiti per la Democrazia | 2 942 989 | 47,90 | 62    |
| Unione Democratica Indipendente             | 1 547 209 | 25,18 | 31    |
| Rinnovamento Nazionale                      | 845 865   | 13,77 | 18    |
| Indipendenti                                | 327 121   | 5,32  | 8     |
| Alleanza per il Cile                        | 2 720 195 | 44,27 | 57    |
| Partito Comunista del Cile                  | 320 688   | 5,22  | –     |
| Partito Umanista                            | 69 692    | 1,13  | –     |
| Partito Liberale                            | 3 475     | 0,06  | –     |
| Indipendenti                                | 86 964    | 1,42  | 1     |
| Totale                                      | 6 144 033 | 100   | 120   |

### Senato
Le elezioni ebbero luogo in sei regioni: Tarapacá (I, circoscrizione 1); Atacama (III, circoscrizione 3); Valparaíso (V, circoscrizioni 5 e 6); Maule (VII, circoscrizioni 10 e 11); Araucanía (IX, circoscrizioni 14 e 15); Aysén (XI, circoscrizione 18).
| Liste                                       | Voti      | %     | Seggi |
| ------------------------------------------- | --------- | ----- | ----- |
| Partito Democratico Cristiano del Cile      | 395 728   | 22,84 | 2     |
| Partito Socialista del Cile                 | 254 905   | 14,71 | 4     |
| Partito per la Democrazia                   | 219 335   | 12,66 | 3     |
| Partito Radicale Social Democratico         | 19 025    | 1,10  | –     |
| Concertazione dei Partiti per la Democrazia | 888 993   | 51,32 | 9     |
| Rinnovamento Nazionale                      | 342 045   | 19,74 | 4     |
| Unione Democratica Indipendente             | 263 035   | 15,18 | 3     |
| Indipendenti                                | 157 639   | 9,10  | 2     |
| Alleanza per il Cile                        | 762 719   | 44,03 | 9     |
| Partito Comunista del Cile                  | 45 735    | 2,64  | –     |
| Partito Umanista                            | 6 465     | 0,37  | –     |
| Partito Liberale                            | 1 407     | 0,08  | –     |
| Indipendenti                                | 27 096    | 1,56  | –     |
| Totale                                      | 1 732 415 | 100   | 18    |

#### Riepilogo per regione
| Lista  | Tarapacá | Atacama | Valparaíso | Maule   | Araucanía | Aysén  | Totale    |
| ------ | -------- | ------- | ---------- | ------- | --------- | ------ | --------- |
| PDC    | 13.754   | 17.750  | 147.999    | 96.256  | 108.667   | 11.302 | 395.728   |
| PS     | –        | 42.263  | 92.419     | 120.223 | –         | –      | 254.905   |
| PPD    | 47.159   | –       | 137.125    | –       | 35.051    | –      | 219.335   |
| PRSD   | –        | –       | –          | –       | 9.557     | 9.468  | 19.025    |
| Totale | 60.913   | 60.013  | 377.543    | 216.479 | 153.275   | 20.770 | 888.993   |
| RN     | 24.844   | 38.212  | 137.167    | –       | 141.822   | –      | 342.045   |
| UDI    | 38.093   | –       | –          | 170.946 | 53.996    | –      | 263.035   |
| Ind.   | –        | –       | 136.464    | 8.079   | –         | 13.096 | 157.639   |
| Totale | 62.937   | 38.212  | 273.631    | 179.025 | 195.818   | 13.096 | 762.719   |
| PC     | 4.808    | –       | 21.072     | 9.199   | 9.557     | 1.099  | 45.735    |
| PH     | 1.323    | –       | 5.142      | –       | –         | –      | 6.465     |
| PL     | –        | –       | –          | 1.407   | –         | –      | 1.407     |
| Ind.   | 24.569   | –       | –          | –       | –         | 2.527  | 27.096    |
| Totale | 154.550  | 98.225  | 677.388    | 406.110 | 358.650   | 37.492 | 1.732.415 |